# Jocul ucigaș

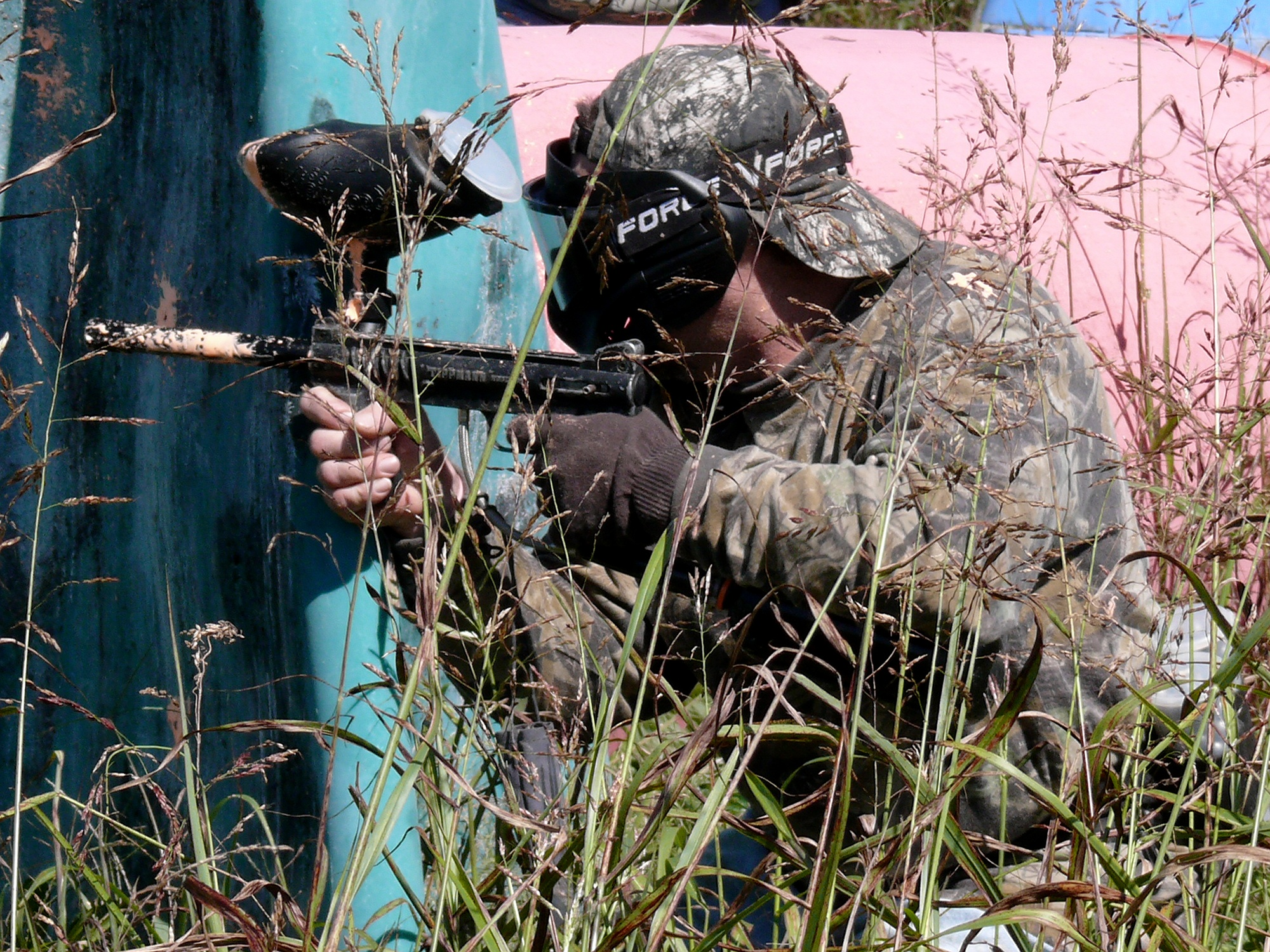
Jocul ucigaș

Jocul ucigaș (germ. Killerspiel) este un termen folosit în regiunile care se vorbește limba germană și a fost extins pentru a se referi și la jocurile pentru computer, în care se caută uciderea unui adversar uman. Aceste jocuri sunt considerate periculoase mai ales pentru tineret, deoarece s-a observat o influență nefastă, cu creșterea brutalității și numărului de crime, comise de tineri. Până în prezent nu există o lege de a limita sau de a interzice aceste jocuri, dar tema a fost pusă de politicieni și de presă în discuție.

## Literatură
- . ISBN 978-3-636-07250-4. Parametru necunoscut |Titel= ignorat (posibil, |title=?) (ajutor); Parametru necunoscut |Verlag= ignorat (posibil, |publisher=?) (ajutor); Parametru necunoscut |Autor= ignorat (posibil, |autor=?) (ajutor); Parametru necunoscut |Jahr= ignorat (posibil, |year=?) (ajutor); Parametru necunoscut |Ort= ignorat (posibil, |location=?) (ajutor); Lipsește sau este vid: |title= (ajutor)
- Citare goală (ajutor)
- . ISBN 978-3-8274-1997-2. Parametru necunoscut |Titel= ignorat (posibil, |title=?) (ajutor); Parametru necunoscut |Verlag= ignorat (posibil, |publisher=?) (ajutor); Parametru necunoscut |Autor= ignorat (posibil, |autor=?) (ajutor); Parametru necunoscut |Jahr= ignorat (posibil, |year=?) (ajutor); Lipsește sau este vid: |title= (ajutor)
- . ISBN 3-937601-13-9. Parametru necunoscut |Titel= ignorat (posibil, |title=?) (ajutor); Parametru necunoscut |Verlag= ignorat (posibil, |publisher=?) (ajutor); Parametru necunoscut |Autor= ignorat (posibil, |autor=?) (ajutor); Parametru necunoscut |Jahr= ignorat (posibil, |year=?) (ajutor); Lipsește sau este vid: |title= (ajutor)